# كريم السديري
كريم السديري (بالفرنسية: Karim Essediri) مواليد 29 يوليو 1979 في باريس، هو لاعب كرة قدم فرنسي دولي سابق كان يلعب كمدافع. سبق له أن لعب في كأس العالم لكرة القدم مع منتخب بلاده.

## روابط خارجية
- كريم السديري على موقع الاتحاد الدولي (مؤرشف)  (الإنجليزية)
- كريم السديري على موقع الاتحاد الأوربي (الإنجليزية)
- كريم السديري على موقع قاعدة بيانات كرة القدم.إي يو (الإنجليزية)
- كريم السديري على موقع ناشيونال فوتبول تيمز (الإنجليزية)
- كريم السديري على موقع Soccerway.com (الإنجليزية)